# Ordre du Temple dans le Finistère
Vous pouvez aider à l'améliorer ou bien discuter des problèmes sur sa page de discussion.
- Certaines informations devraient être mieux reliées aux sources mentionnées dans la bibliographie ou les liens externes. Améliorez sa vérifiabilité en les associant par des références. (Marqué depuis décembre 2009)
- Il doit être recyclé. La réorganisation et la clarification du contenu sont nécessaires. (Marqué depuis septembre 2007)

Plusieurs indices laissent penser que l'Ordre du Temple avait une possession dans la ville de Saint-Pol-de-Léon. Celle-ci apparaît en effet dans une charte de 1182, sous le nom de « Castellum pauli » (château de Paul). Une première traduction de ce nom faite par Amédée Guillotin de Corson dans son livre Les Templiers et les Hospitaliers de Saint-Jean de Jérusalem, dits Chevaliers de Malte, en Bretagne, voulait que ce soit Lamballe dans les Côtes-d'Armor. Pourtant, la traduction du nom de la ville en breton, « kastell paol », correspond mieux à « Castellum pauli ».
À Saint-Pol-de-Léon, il existe un hameau nommé Trégondern ce qui signifiait en vieux breton « Saint Jean l'Évangéliste », souvent cité dans les possessions de l'ordre du Temple. À Trégondern se trouvent les restes encore visibles d'une chapelle dédiée à saint Jean, juste à côté du port de Penpoul qui, à l'époque des templiers, avait une forte activité commerciale. Jusqu'à la fin de l'Ancien Régime, la circonscription paroissiale de Saint-Pol de Léon était divisée en sept vicariats (trois en ville et quatre en campagne). Un des vicariats en campagne était celui de saint Jean l'Évangéliste, ou Trégondern, qui comprenait les bourgs de la Magdeleine (probablement l'emplacement d'une ancienne maladrerie), et le Penpoul susmentionné.

## Menez-Hom
Sur le flanc sud du Ménez-Hom, la plus haute montagne du Finistère, face à la baie de Douarnenez, se trouve la chapelle de Sainte-Marie-du-Ménez-Hom. Les Templiers, surnommés « moines rouges » en Bretagne, y avaient un établissement. La sacristie de la chapelle s'appelait naguère la « chambre des moines rouges » (Kambr ar venec'h ru). Sur la route de Plomodiern, à quelques centaines de mètres de la chapelle, on peut toujours voir au « champ de la Croix Rouge » (Park ar Groaz ru) un petit calvaire redécouvert au début du XXIe siècle.

## Sources
- Louis Le Guennec, Morlaix et sa région, tome 1.
- Bernard Tanguy, UBO Brest, correspondance personnelle.
- Franck Gordon, le Code Templier, Yvelinédition, 2012, 400 p. (présentation en ligne). Selon l'auteur, les templiers vénéraient dans leurs commanderies une « tête barbue qui les remplissait d'effroi » lors de leurs cérémonies d'initiation nocturnes.